# Gérard Larcher

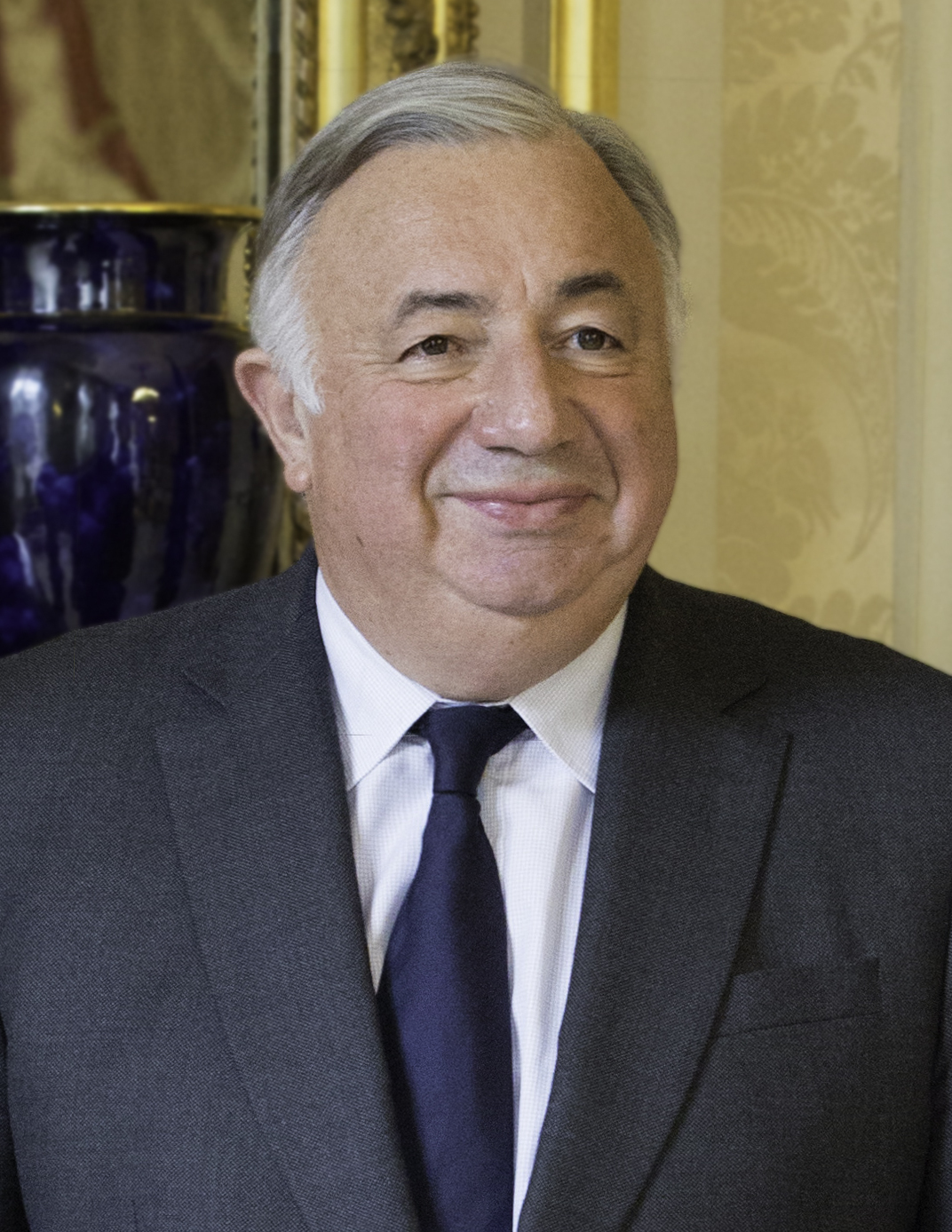
Gérard Larcher (2014)

Gérard Larcher (* 14. September 1949 in Flers, Département Orne) ist ein französischer Politiker der gaullistischen Partei Les Républicains. Er ist Präsident des französischen Senats.

## Leben und Wirken

### Frühe Karriere
Gérard Larcher wurde als Sohn des Eigentümers einer Textilfabrik geboren. Sein Vater besaß 20 Pferde. Gérard Larcher wollte nach eigenem Bekunden bereits im Alter von 13 Jahren Tierarzt werden. Nach dem Abitur, das er an einem Lycée in Caen ablegte, studierte er Tiermedizin in Lyon. Nach dem Abschluss des Studiums leistete er seinen Wehrdienst bei der Garde républicaine in Paris ab, um deren etwa 500 Pferde er sich kümmerte.
Von 1974 bis 1979 war er Tierarzt der französischen Reitsport-Nationalmannschaft. In dieser Funktion nahm er auch an den Olympischen Sommerspielen 1976 in Montréal teil.

### Lokal- und Regionalpolitik
Im Jahr 1979 wurde er Stadtrat von Rambouillet im Département Yvelines, wo er eine Tierarztpraxis betrieb. 1983 wurde er Bürgermeister von Rambouillet. Das Amt bekleidete er ununterbrochen bis 2004 und erneut von 2007 bis 2014. Von 1985 bis 1992 war er Abgeordneter im Conseil régional der Île-de-France.

### Politiker auf nationaler Ebene
Im Jahr 1986 wurde er Senator für das Département Yvelines; das Mandat behielt er bis zu seinem Eintritt in die Regierung 2004.
Von 1995 bis 1998 war Larcher, der lange Zeit zum Kreis um Charles Pasqua gehörte, Mitglied des Bureau politique der gaullistischen Partei RPR, anschließend von deren Comité politique. Von 1999 bis 2002 war er nationaler Sekretär der Partei für verschiedene Politikbereiche.
Von 1997 bis 2001 war er Vizepräsident des Senats und von 2001 bis 2004 Vorsitzender der Wirtschaftskommission der Kammer.
Während der Präsidentschaft von Jacques Chirac war er von 2004 bis 2007 Arbeitsminister unter den Ministerpräsidenten Jean-Pierre Raffarin und Dominique de Villepin.
Seit 2007 war Larcher wieder Senatsmitglied. Am 1. Oktober 2008 wurde er Senatspräsident. Das Amt verlor er 2011 an den Sozialisten Jean-Pierre Bel. Nachdem die bürgerliche Rechte bei den Kommunalwahlen im März 2014 die landesweite Mehrheit wiedererlangt hatte, wurde Larcher mit Wirkung vom 1. Oktober 2014 wieder zum Senatspräsidenten gewählt, nachdem er sich – wie bereits 2008 – innerhalb der UMP gegen Jean-Pierre Raffarin und Philippe Marini durchgesetzt hatte.
Bei den Vorwahlen der bürgerlichen Rechten zur Präsidentschaftswahl in Frankreich 2017 unterstützte Larcher die Kandidatur François Fillons.

## Werke
- Mit Yann Arthus-Bertrand und Caroline de Charon: Bestiaux : Un patrimoine français. Éditions de la Martinière, Paris 2006, ISBN 978-2-7324-3380-6 (französisch).
- Le Gaullisme, une solution pour demain. Éditions Odile Jacob, Paris 2012, ISBN 978-2-7381-2811-9 (französisch).